# Verchnij Uslon
Verchnij Uslon (in russo Верхний Услон?; in tartaro: Югары Ослан, Yuğarı Oslan) è un villaggio che si trova nella Repubblica autonoma del Tatarstan, in Russia. È il centro amministrativo del distretto Verchneuslonskij.
Il villaggio è situato su un promontorio della riva destra del Volga (bacino di Samara) di fronte a Kazan'.